# Валкава (Леко)
Валкава је насеље у Италији у округу Леко, региону Ломбардија.
Према процени из 2011. у насељу је живело 17 становника. Насеље се налази на надморској висини од 1254 м.